# De Stad Zaandam
De stolpboerderij De Stad Zaandam staat aan de IJweg in de Noord-Hollandse plaats Hoofddorp. De boerderij is op 9 juni 1999 aangewezen als rijksmonument. Deze aanwijzing werd gedaan naar aanleiding van de gaafheid van de vormgeving en omdat de stolp een van de eerste was in de Haarlemmerpolder en daardoor pionierswaarde heeft. Jan van Lijnen was mogelijk de opdrachtgever tot de bouw van de stolp. Van Lijnen was een inwoner van Amsterdam en hij liet de stolp zodanig vormgeven dat de boerderij ook als buitenplaats gebruikt kon worden.

## Geschiedenis
De Haarlemmermeer viel in 1855 droog en vermoedelijk werd deze stolp twee jaar later opgeleverd. Ter herinnering aan de eerstesteenlegging werd in de voorgevel een hardstenen gedenksteen geplaatst, met daarop de datum 22 april 1857. De primaire functie van deze stolp was vooral die van akkerbouwbedrijf. Er was wel ruimte voor vee, maar dat was ondergeschikt aan dat van akkerbouw.

## Exterieur
De stolp behoort tot het afgeleide Noordhollandse type, wat inhoudt dat de darsdeuren zich aan de achterzijde bevinden en dat de bedrijfsruimten in dit geval op andere plaatsen dan gebruikelijk bevinden. De stolp staat aan de noordzijde van de IJweg en wordt daarvan gescheiden door een voortuin met aan de noordzijde daarvan een oprijlaan.
De stolp bestaat uit een bouwlaag onder een schilddak, gedekt met zwarte Hollandse pannen. De pannen op het voorschild zijn deels geglazuurd. De nok staat haaks op de IJweg. In het midden van de voorgevel is een puntgevel aangebracht van twee bouwlagen hoog. Aan de achterzijde is een staart gebouwd. De plattegrond van het gebouw is verder rechthoekig. Alle buitenmuren bestaan uit rode handvorm baksteen en zijn gemetseld in kruisverband.
De voorgevel is symmetrisch opgebouwd. De nadruk ligt op het middelste gedeelte. In het midden is een risaliet geplaatst met daarin drie vensterassen. Dit risaliet heeft een hoogte van twee bouwlagen, met in de plint een kelder. De verdieping heeft een eigen dak, een zadeldak, welke in het piramidedak steekt. De verdieping wordt afgesloten door een puntgevel met geprofileerde windveren en met nok- en hoekmakelaars. De voorgevel is eveneens voorzien van een gepleisterde plint. Aan weerszijden van het risaliet zijn twee gekoppelde vensters geplaatst. Naast de grote (rechthoekige houten) schuifvensters, bevat de voorgevel ook twee rechthoekige houten klapvensters in het midden van de plint. Deze twee vensters zijn voorzien van traliewerk. De vensters in het risaliet op de begane grond zijn voorzien van zes ruiten. De vensters aan weerszijden van het risaliet hebben er vier. Tussen de begane grond en de verdieping is een geprofileerde cordonlijst geplaatst. 
Het middelste venster in het risaliet bestaat uit een dubbel drieruits-draaivenster. Om dit venster een geprofileerde omlijsting met kroonlijst. Tussen de twee middelste vensters een gestuct cassettepaneel. Aan weerszijden van het venster een vierruits schuifvenster. Boven deze vierruits vensters zijn twee hardstenen platen aangebracht, waarop links de woorden "DE STAD" staan en rechts "ZAANDAM". Hierboven is een houten gootlijst op houten consoles geplaatst. Deze gootlijst fungeert ook als gevelafsluiting. Aan elke zijde van het middenrisaliet zijn twee vensters aangebracht. Alle vier de vensters bevatten een schuifvenster met glas-in-loodbovenlicht.
De rechterzijgevel heeft aan de linkerzijde (nabij de voorgevel) een vensteropening en de voordeur, deze zijn beide niet origineel. Hiernaast begint het bedrijfsgedeelte, welke toegankelijk is via een eveneens niet originele schuifdeur. Daarnaast bevinden zich drie hooggeplaatste, rechthoekige, houten vensters met dito dorpels. Deze vensters zijn wel origineel. In deze gevel bevinden zich ook enkele schieters van staafankers.
De darsdeuren bevinden zich aan de achterzijde van het pand. Deze, opgeklampte dubbele deuren, zijn tot boven de dakrand opgetrokken. Naast de deuren bevindt zich een rechthoekig houten stalvenster, met houten dorpel. Aan de rechterzijde van de gevel bevindt zich het staartstuk. Net als het piramidedak is ook dit dak voorzien van zwarte Hollandse pannen. Het staartstuk heeft een puntgevel, met in de kapverdieping een hooideur.
De linker zijgevel bevat een aantal vensters welke niet origineel zijn. De originele vensters zijn vier rondboogvormige ijzeren vensters met roedeverdeling. De overige gevelopeningen, waaronder terrasdeuren met zijlichten in het originele woongedeelte, zijn niet origineel.

## Interieur
Het dak wordt ondersteund door een dubbel vierkant. Aan de voor- en achterzijde is een overstek gebouwd, hierdoor heeft het piramidevormige dak een lange noklijn, in plaats van een punt. Het grote vierkant zorgde er ook voor dat er een grote ruimte was voor het bedrijfsdeel. In het geval van deze stolp was dat niet zozeer vee, maar meer voor graanopslag. De eerste boer verbouwde vooral graan.